# Much Like Falling EP
Much Like Falling es un EP de Flyleaf. Este EP fue lanzado digitalmente a la tienda de iTunes el 30 de octubre de 2007. Incluye temas inéditos que no figuran en su disco homónimo. Este EP fue lanzado en iTunes Store el mismo día del relanzamiento de su álbum homónimo, Flyleaf.  El Much Like Falling EP también fue lanzado para tiendas de discos de manera gratuita en celebración del Día de Registro de la tienda en 19 de abril de 2008. 
Este EP ya no está disponible en iTunes, pero "Tina", "Supernatural (Acoustic)" y "Justice and Mercy" se realizaron como bonus tracks en Amazon, Rhapsody, y Walmart.com 's versiones de Memento Mori, respectivamente. 
"Tina" es una canción descargable en Guitar Hero 3: Legends of Rock. 

## Lista de canciones
Todas las canciones escritas y compuestas por Flyleaf. 
| CD Version |                           |          |  |
| N.º        | Título                    | Duración |  |
| 1.         | «Tina»                    | 2:33     |  |
| 2.         | «Much Like Falling»       | 2:05     |  |
| 3.         | «Justice and Mercy»       | 2:35     |  |
| 4.         | «Supernatural (Acoustic)» | 4:25     |  |

| iTunes Version |                           |          |  |
| N.º            | Título                    | Duración |  |
| 1.             | «Much Like Falling»       | 2:04     |  |
| 2.             | «Supernatural (Acoustic)» | 4:25     |  |
| 3.             | «Tina»                    | 2:31     |  |
| 4.             | «Justice and Mercy»       | 2:33     |  |

- Datos: Q3284966